# 丘帕卡
12°03′43.21″S 75°17′13.84″W / 12.0620028°S 75.2871778°W
丘帕卡（西班牙語：Chupaca），是秘魯的城鎮，位於該國中部胡寧大區，是丘帕卡省的首府，距離萬卡約8公里和首都利馬297公里，海拔高度3,263米，該城鎮2005年人口11,850。